# Fragoso
Fragoso is een plaats (freguesia) in de Portugese gemeente Barcelos en telt 2 285 inwoners (2001).